# Студенце (Храстник)
Студенце (словен. Studence) је насељено место у општини Храстник, Засавска регија, Словенија.

## Историја
До територијалне реорганизације у Словенији било је у саставу старе општине Храстник.

## Становништво
У попису становништва из 2011. године, Студенце је имало 86 становника.
| Број становника према пописима | Број становника према пописима | Број становника према пописима |
| ------------------------------ | ------------------------------ | ------------------------------ |
| 1991                           | 2002                           | 2011                           |
| 93                             | 88                             | 86                             |

Напомена: Године 2008. умањено за део насеља који је припојен насељу Ојстро (Трбовље).